# Asarcık (district)
Asarcık is een Turks district in de provincie Samsun en telt 19.207 inwoners (2007). Het district heeft een oppervlakte van 232,4 km². Hoofdplaats is Asarcık.
De bevolkingsontwikkeling van het district is weergegeven in onderstaande tabel.
| 1997   | 2000   | 2007   |
| ------ | ------ | ------ |
| 18.785 | 18.267 | 19.207 |